# Mario (phim 2018)
Mario là một bộ phim tình cảm lãng mạn Thụy Sĩ 2018 của đạo diễn Marcel Gisler.

## Nội dung
Mario là một ngôi sao bóng đá mới nổi trong một giải đấu hạng năm gần Thun. Đội trưởng, anh ấy có một sự nghiệp đầy triển vọng nhất trong giải đấu và làm việc hàng ngày cùng với người đại diện và người quản lý của anh ấy, cũng là cha của anh ấy, để đảm bảo anh ấy sẽ trở thành một nhóm 1 League trong năm tới. Trong quá trình huấn luyện cho mùa giải hiện tại, đội có thêm một tiền đạo khác, Leon, từ Hannover. Hai người hòa hợp ngay từ đầu và chia sẻ một căn hộ gần cánh đồng, nơi họ bắt đầu một mối quan hệ. Trong một chuyến đi qua đêm cho một trận đấu trên sân khách, họ bị một người chơi khác phát hiện hôn, người nói với phần còn lại của đội. Trong khi người quản lý, huấn luyện viên và đại lý của Mario và Leon không phản đối cá nhân về đồng tính luyến ái của họ, họ không muốn mạo hiểm với công chúng và người hâm mộ nhận thức được, cho rằng có một "hình ảnh nhất định" để duy trì trong thế giới bóng đá. Mario và Leon miễn cưỡng đồng ý từ chối mối quan hệ của họ vì lợi ích của sự nghiệp và thực hiện các nỗ lực mã thông báo khi xuất hiện công khai với phụ nữ. Đồng thời, họ tiếp tục nhận được dưới mức lạm dụng radar từ một số đồng đội khác của họ và Mario đã phải đối mặt với cha mình về vấn đề này. Khi Leon phát hiện ra một dương vật giả trong quần trong phòng thay đồ, anh ta yêu cầu phải biết ai trong đội có vấn đề với khả năng tình dục thực sự của mình. Mario, người vừa biết rằng anh đã được chấp nhận chơi giải đấu đầu tiên trong mùa giải mới, cố gắng giảm bớt căng thẳng trong khi đồng thời tuyên bố anh ta có mối quan hệ với "bạn gái của anh ta", người thực sự là bạn thân của anh ta, Jenny. Làm tổn thương rằng Mario dễ dàng tiếp tục công khai phủ nhận đồng tính luyến ái của mình và mối quan hệ của họ, Leon rời khỏi đội và quay trở lại Đức. Đau lòng, Mario dồn toàn bộ sức lực vào tập luyện, cuối cùng nhận được lời đề nghị hợp đồng từ cả câu lạc bộ quê hương của anh ấy và một câu lạc bộ ở Hamburg. Biết Mario sẽ muốn chơi ở Đức để gần Leon hơn, người đại diện của Mario gặp Jenny và thuyết phục cô đi cùng anh ta, với lý do anh ta cần hỗ trợ tình cảm. Mario ghi bàn thắng trong trận đấu đầu tiên của mùa giải mới, thu hút sự chú ý của anh ấy Trong khi anh và Jenny ban đầu là một cặp vợ chồng, Jenny chịu thua sự phức tạp cần có trong một mối quan hệ cao cấp và hai người "chia tay". Mario đến thăm Leon để xin lỗi về hành vi trong quá khứ của anh ấy và với hy vọng họ có thể sửa chữa những gì họ có, nhưng phát hiện ra Leon đã từ bỏ bóng đá một cách nghiêm túc và đã tìm được một đối tác mới. Leon giải thích rằng nói dối mỗi ngày là nguyên nhân khiến anh đau khổ trầm trọng, điều mà Mario đồng cảm. Cho rằng anh ta "không đủ can đảm" để bỏ lại bóng đá để sống như chính con người thật của mình, Mario trở lại giải đấu chuyên nghiệp và trở thành một ngôi sao thể thao nổi tiếng toàn quốc, chán nản và cô đơn.

## Diễn viên
- Max Hubacher vai Mario Lüthi
- Aaron Altaras vai Leon Saldo
- Jessy Moravec vai Jenny Odermatt, Bạn thân của Mario
- Jürg Plüss [de] vai Daniel Lüthi, Cha của Mario
- Doro Müggler [de] vai Evelyn Lüthi, Mẹ của Mario
- Andreas Matti vai đại lý thể thao Peter Gehrling